# 乔治·西蒙德
乔治·西蒙德（英語：George Simond，1867年1月23日—1941年4月8日），英国男子网球运动员。他曾代表英国参加1908年夏季奥林匹克运动会网球比赛，联同乔治·卡里迪亚获得男子室内双打银牌。